# Kate McGarry
Kate McGarry (Hyannis, 1970 –) amerikai dzsesszénekesnő.

## Pályafutása
Kilenc testvérével egy ír-amerikai családban nőtt fel a Massachusetts állambeli Hyannisban. A University of Massachusetts Amhersten tanult, ahol dzsessz és afro-amerikai zenei szakon végzett. A One O’Clock Jump együttesben kezdte a pályát.
Tíz évig Los Angelesben élt. Különböző klubokban énekelt, továbbá film- és televíziós munkákat vállalt Hollywoodban. Első albuma az Easy to Love volt.
1996-ban a Catskill Mountainsre költözött, és ashramot tanult. Három évvel később New Yorkba költözött, ahol rögzítette második albumát (Show Me).
Kurt Ellinggel, Fred Hersch-sel, John Hollenbeckkel, Maria Schneiderrel is dolgozott. Saját lemezei mellett többek között Peter Gabriel, Björk, Joni Mitchell, Paul Simon, Dee Dee Bridgewater partnere is volt.
Tanított a Manhattan School of Musicon és a New England Conservatory of Musicon is.

## Albumok
- 1992: Easy to Love
- 2003: Show Me
- 2005: Mercy Streets
- 2007: The Target
- 2008: If Less Is More...
- 2012: Girl Talk
- 2014: Genevieve and Ferdinand with Keith Ganz
- 2018: The Subject Tonight Is Love with Keith Ganz
- 2021: What to Wear in the Dark

## Díjak
- 2009: Grammy-díj jelölés
- 2019: Grammy-díj jelölés
- 2020: Grammy-díj jelölés
- 2011–2016: Voted Rising Star, Down Beat magazine
- Outstanding Jazz Vocalist, NYC Nightlife Awards
- Három éven át a dzsessz nagykövete volt